# Trupbach

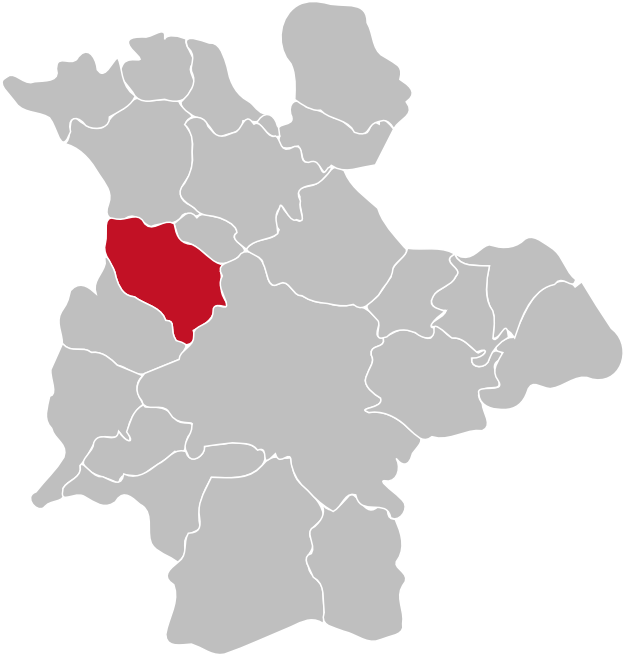
Os bairros da cidade de Siegen e a localização de Trupbach (em vermelho)

Trupbach é um bairro (Stadtteil) da cidade de Siegen, na Alemanha. Trupbach é também o nome do córrego (em alemão, Bach) que atravessa a localidade e deságua no Alche, um afluente do rio Sieg.
O mais antigo documento a mencionar Trupbach - então uma aldeia independente - data de 1389. Antes da reforma territorial de 1° de julho de 1966, Trupbach pertenceu à associação de municípios independentes (Amt) de Weidenau. Com a reforma, a localidade foi incorporada à cidade de Siegen.
O bairro encontra-se no distrito municipal (Stadtbezirk) VI (Oeste) da cidade de Siegen e faz fronteira com as seguintes localidades: a sudoeste, com o bairro de Seelbach; a sudeste, com o centro de Siegen; a nordeste, com o bairro de Birlenbach; a norte, com o bairro de Langenholdinghausen; e a oeste, com a cidade de Freudenberg. Em Trupbach encontra-se o mais antigo edifício em estilo Fachwerk da cidade de Siegen, datado de 17 de maio de 1611. O bairro contava com uma população de 1 813 habitantes em 31 de dezembro de 2015.